# Pueblo Nuevo, Guanajuato
Pueblo Nuevo är en ort i Mexiko.   Den ligger i kommunen Pueblo Nuevo och delstaten Guanajuato, i den centrala delen av landet, 260 km nordväst om huvudstaden Mexico City. Pueblo Nuevo ligger 1 710 meter över havet och antalet invånare är 3 814.
Terrängen runt Pueblo Nuevo är en högslätt. Runt Pueblo Nuevo är det ganska tätbefolkat, med 166 invånare per kvadratkilometer. Närmaste större samhälle är Irapuato, 16,9 km norr om Pueblo Nuevo. Trakten runt Pueblo Nuevo består till största delen av jordbruksmark.